# 준거법의 지정
준거법의 지정(Choice of law)은 다른 주권 국가나 연방제국가, 자치지역 등의 일국수법이 있는 지역간에서 어떤 지역의 법을 선택하는 일이다. 

## 같이 보기
- 국제사법